# Temnothorax taivanensis
Temnothorax taivanensis is een mierensoort uit de onderfamilie van de Myrmicinae. De wetenschappelijke naam van de soort werd voor het eerst geldig gepubliceerd in 1929 door William Morton Wheeler.